# أوكرانيا وطننا
أوكرانيا وطننا هو حزب سياسي أوكراني تأسس في مايو 2021. يقود الحزب نائب رئيس الوزراء السابق والنائب السابق للبرلمان الأوكراني (البرلمان الوطني الأوكراني) بوريس كوليسنيكوف.
في 30 مايو 2021 عقد الحزب مؤتمره الأول.
تكهنت وسائل الإعلام الأوكرانية والروسية أن الحزب هو مشروع من قبل الأوليغارشية الأوكرانية رينات أحمدوف وقد تم إنشاؤه لسحب الأصوات من منصة المعارضة - من أجل الحياة. صرح كوليسنيكوف في يونيو 2021 أن أحمدوف «لم يكن سعيدًا» بفكرة إنشاء الحزب و«لا علاقة له بهذا». المناطق الجنوبية والشرقية في البلاد وبدلاً من ذلك يزعم أن الحزب وسطي ولديه نزعة اجتماعية محافظة في جوهره. وفقًا لـ آر بي كيه أكرانيا تم إنشاء الحزب كـ «مشروع تقني» لمكتب رئيس أوكرانيا.